# مجزرة الزرارية
مجزرة الزرارية هي مقتل 40 لبنانياً على يد الجيش الإسرائيلي في 11 آذار / مارس 1985 في بلدة الزرارية الجنوبية.